# Metalfest

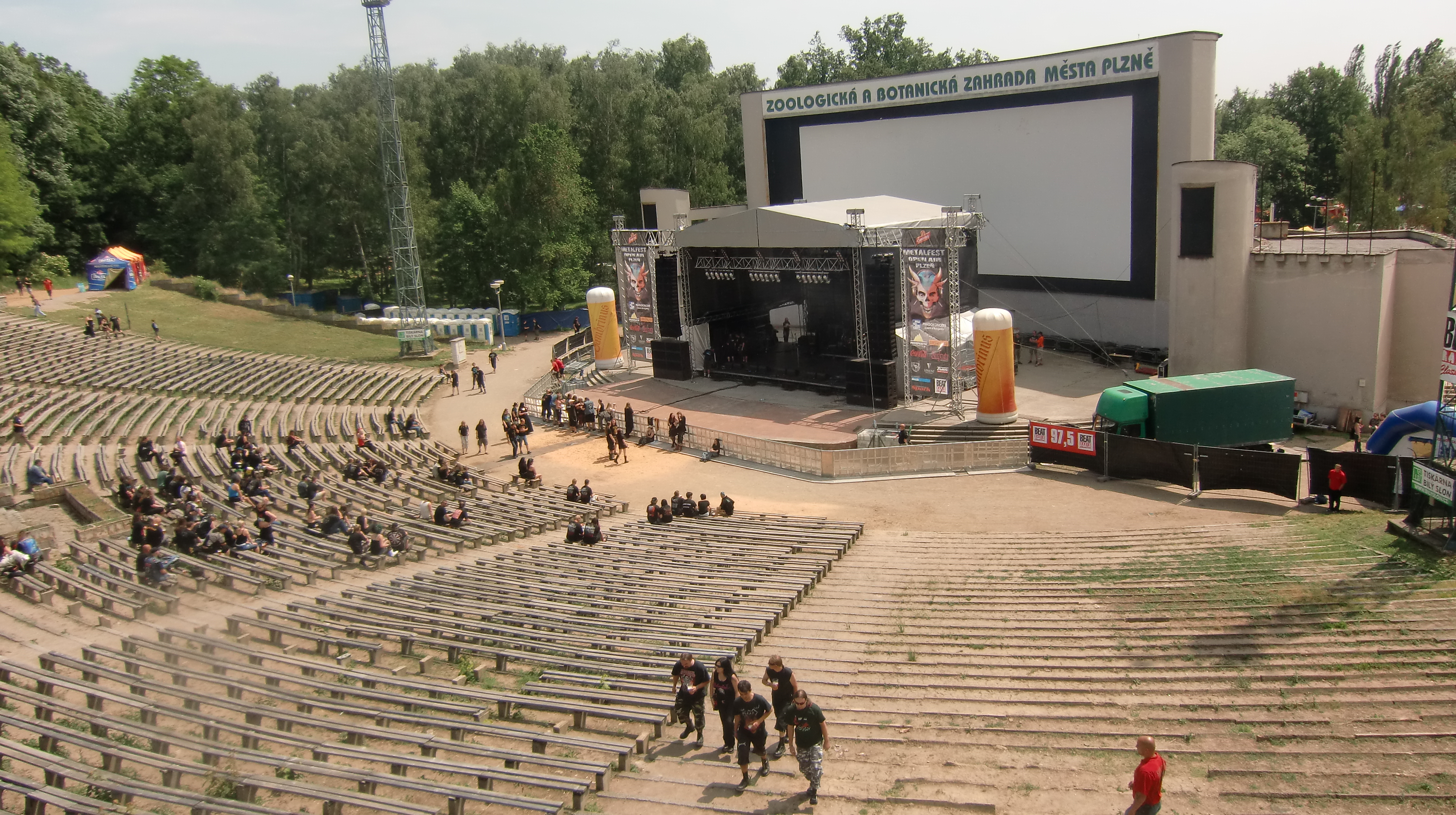
Metalfest Open Air in Pilsen im Jahr 2011

Das Metalfest war bis 2014 ein in mehreren europäischen Staaten ausgetragenes mehrtägiges Musikfestival. Es fand in Deutschland, Kroatien, Österreich, Italien, der Schweiz, Tschechien, Polen und Ungarn jährlich im Sommer statt und wurde vom Veranstalter Rock The Nation ausgerichtet.

## Locations
In Deutschland fand das Festival zuerst in Dessau statt. 2012 wurde dann parallel das „Metalfest West“  auf dem Loreley-Felsen bei Sankt Goarshausen etabliert. Aufgrund des deutlich höheren Besucherzuspruchs auf der Loreley und der begrenzten Besucherzahlen in Dessau wurde ab 2013 Dessau als Standort aufgegeben. Der Veranstalter plante 2013, das Metalfest strategisch auf der Loreley auszubauen, die von vielen Besuchern als sehr attraktives Festivalgelände empfunden wird. Hierzu kamen auch Planungen einer zweiten Nebenbühne auf dem Gelände, die 2014 zum ersten Mal zum Einsatz kam. 2014 fand das letzte Metalfest dort statt, da sich der Pächter des Festivalgeländes nicht mit dem Veranstalter auf eine gemeinsame Vertragsverlängerung einigen konnte.
In Kroatien lag das Festivalgelände auf der Puntamika-Halbinsel nahe der Stadt Zadar. Der alte Veranstaltungsort in Österreich lag in der Nähe von Mining. Die neue Location ist noch nicht bekannt, allerdings sind erste Bilder auf der Homepage zu sehen. Weitere Locations befanden sich in Mailand (Italien), Pratteln (Schweiz, Z7 Konzertfabrik), Plzeň (Tschechien) und Jaworzno (Polen).

## Bands
Da der Veranstalter Rock The Nation über sein eigenes Label Noiseart Records eng mit dem ebenfalls in Österreich angesiedelten Label Napalm Records zusammenarbeitete, traten auf dem Metalfest auch viele Bands auf, die unter diesen Labels unter Vertrag standen.

### 2009 (Legacy Fest)
Bei der Erstaustragung des Festivals hieß das Festival noch Legacy Fest, nach dem Magazin Legacy. Bands bei der Premierenveranstaltung waren:
Sonic Syndicate, Die Apokalyptischen Reiter, Sodom, Callejon, Endstille, Keep of Kalessin, Swashbuckle, Graveworm, Burning Skies, War from a Harlots Mouth, Aborted, Misery Speaks, Arsis, Disbelief, Neaera, Excrementory Grindfuckers, Sabaton, Arch Enemy, Satyricon, Ensiferum, Eisregen, Kataklysm, Behemoth, Equilibrium, Alestorm, Scar Symmetry, Belphegor, Desaster, Textures, Wolfchant und weitere.

### 2010
Bolt Thrower, Testament, Twilight of the Gods, Behemoth, Saltatio Mortis, Six Feet Under, Legion of the Damned, Korpiklaani, Deicide, Finntroll, Eluveitie, Corvus Corax, Nevermore, Decapitated, Death Angel, Epica, Marduk, Alestorm, Vader, Leaves’ Eyes, Schelmish, Dornenreich, Powerwolf, Suicidal Angels, Shining, Mystic Prophecy, Týr, Urgehal, Varg, Skyforger, Steelwing, Månegarm, Arkona, Enforcer, Heidevolk, Ultrawurscht, Van Canto, Victorius, Riger, Grailknights, Milking the Goatmachine, 12 Years of Silence, Addiction of a Murderer, Autumn Sleeps, Akrea, Battue, Blackjack, Burial Vault, Enema of Death, Hell’s Law, Creed of Pain, Deadbeat Hero, Hroptatyr und weitere

### 2011
Arch Enemy, Amon Amarth, Cradle of Filth, Saxon, Sabaton, Kataklysm, Wintersun, Entombed, Korpiklaani, Equilibrium, Amorphis, Eisregen, Primordial, We Butter the Bread with Butter, Trollfest, Destruction, Rage, Belphegor, Tankard, The Sorrow, Suicidal Angels, Arkona, Misery Index, Neaera, Kalmah, Krisiun, While Heaven Wept, Scar Symmetry, Helrunar, Secrets of the Moon, Onslaught, Mercenary, The Faceless, Milking the Goatmachine, Encation, Postmortem, Darkened Nocturnal Slaughtercult, Arafel, Excrementory Grindfuckers, Purgatory, Born of Osiris, Andras, Vagabond (Newcomer-Contest-Gewinner) und Veil of Maya

### 2012
Alle Bands, die bisher in Deutschland auftreten, spielen auch auf den Festivals in den anderen Staaten:
In Extremo, Behemoth, Blind Guardian, Kreator, Hypocrisy, Kyuss Lives!, Legion of the Damned, Dark Tranquillity, Saltatio Mortis, Ensiferum, Powerwolf, Death Angel, Vader, Alestorm, Nachtblut (nur DE und AT), Mystic Prophecy, Fleshgod Apocalypse, Feuerschwanz, Megadeth, Fear Factory, Swallow the Sun, Skull Fist, Lake of Tears, Hate, Triptykon, Rising Dream (Kroatien), Infernal Tenebra (Kroatien), Brezno (Slowenien, nur in Kroatien), Doomed (Slowenien, nur in Kroatien), Ashes You Leave (Kroatien), Uninvited (Kroatien), Skipdown (Newcomer-Contest-Gewinner), Five Minute Fall (nur in Österreich)

### 2013
Slayer, Subway to Sally, Children of Bodom, Accept, Wintersun, Hypocrisy, Varg, J.B.O., Soulfly, Testament

#### Band-Contest
Über mehrere Jahre veranstaltete Metalfest einen Band-Contest in Form eines Online-Votings. User konnten jeweils nur eine Stimme abgeben. Diese musste durch eine Bestätigungsmail aktiviert werden, da ansonsten die Stimme nicht zählt. Die Band mit den meisten Stimmen erhielt einen Slot auf dem Metalfest. Bei der Anmeldung wurden Gruppen geprüft. Die Organisatoren behielten sich vor, Bands zu löschen, die nicht dem Konzept des Festivals entsprechen oder eine politische Ideologie (z. B.: Rechtsextremismus) vertreten.

#### Metalfest Winter Edition
Auf der Metalfest Winter Edition 2011 spielten am 2. und 3. Dezember 2011 Konzerte in Oberhausen und Gießen. Bands, die auftraten, waren Sepultura, Milking the Goatmachine, Kataklysm, Exodus, Triptykon, Destruction, Marduk, Heathen, Mortal Sin, Azarath und Lost Dreams.

## Sponsoring
Neben dem Legacy-Magazin, wurden die Metalfest Open Airs von Metal Hammer (Magazin) und Nuclear Blast gesponsert. Weitere Sponsoren waren von der jeweiligen Region des Festivals abhängig.